# Бог в індуїзмі
В індуїзмі існує багато поглядів на природу Богу, заснованих на монотеїзмі, політеїзме, пантеїзмі і монізму. Для позначення Богу в його особистісному аспекті зазвичай використовуються такі санскритські терміни, як Ішвара (санскр. ईश्वर īśvara IAST) і Бхагаван (санскр. भगवान् bhagavān IAST). Більшість послідовників індуїзму вірять в те, що Ішвара є Єдиним Особистісним Богом. Ішвару не слід плутати з безліччю божеств в індуїстському пантеоні, яких називають деви. У Ведах говориться що загальне число девів становить 330 мільйонів. Термін «діва» можна перекласти на українську мову як «напівбог», «божество» або «ангел». Діви в індуїзмі — це небесні істоти, ангели і напівбоги, які перевершують за могутністю людей і тому шануються. Індуїстський автор Ситансу Чакраварті описує поняття Бога в індуїзмі у такий спосіб:
|  | Індуїзм - це монотеїстична релігія, послідовники якої вірять у те, що Божество проявляє Себе (Він або Вона) в різних формах. Людина може поклонятися Божеству в тому Його прояві, яке найближче йому, при цьому ставлячись шанобливо до інших форм поклоніння. |

У індуїстської філософській школі веданта також існує поняття Верховного Космічного Духа, який називається Брахман. Він описується як безмежний, всюдисущий, всемогутній, безтілесний, як трансцендентна і іманентна реальність, яка виступає як божественна основа всього всесвіту. Говориться, що він не піддається опису. Деякою мірою його можна охарактеризувати як сатчітананда — нескінченні істина, свідомість і блаженство.

## Вайшнавізм і шиваїзм
Послідовники двох найчисельніших напрямків в індуїзмі — вайшнавізму (приблизно 70% від загального числа індусів) і шиваїзму, вірять у те, що Ішвара і Брахман відповідно є особистісною і безособовою сутностями Єдиного Бога, початковою верховною сутністю якого у вайшнавізмі виступають Вішну або Крішна, а в шиваїзмі — Шива. Для послідовників шактизму Верховною сутністю Ішвари виступає Богиня-мати Деві. У відомому Гіме «Лаліта-сахасранама» описуються 1000 імен Деві. Бог у Своїй особистісній формі як Вішну і Його аватари, або ж як Шива, володіє безмежною кількістю цілком духовних якостей, з яких виділяються шість основних:
1. Джнана «знання»
2. Вайрагья «відчуженість»
3. Яшаса «слава»
4. Вірья «сила»
5. Айшварья «багатство»
6. Шрі «краса»

У філософії індуїзму заведено розглядати Бога в Його трьох основних сутності:
1. Брахман — безособова сутність Бога, вселенське всеосяжне сяйво. Досягнувши цього рівня і усвідомивши велич Брахмана, людина знаходить блаженний стан свідомості, подібний до нірвани в буддизмі.
2. Параматма — всюдисуща сутність Бога, яка міститься в серцях усіх живих істот і в кожному атом е матеріального світу і постійно супроводжує індивідуальну душу атман.
3. Бхагаван — Верховна Особистісна сутність Бога, яка проявляється в різних формах, таких як Вішну, Крішна та ін. У вайшнавізмі усвідомлення Бога в Його сутності як Бхагаван розглядається як найвищий рівень духовної реалізації.

У дуалістичному індуїзмі двайти, до якого належить більшість послідовників вайшнавізму, Брахман розглядається як безособова сутність особистісного Бога, за своєю природою ідентична Бхагавану. Згідно з двайтою, індивідуальні душі (Джива) є частинками Брахмана, а Бог у своєму особистісному аспекті Бхагавана або Ішвари є джерелом як Брахмана, так і індивідуальних Джива.

## Адвайта
В іншому перебігу індуїзму, адвайта-веданта, Брахман приймається як кінцева і єдина реальність у цьому світі, — все інше розглядається як ілюзія. Послідовники адвайти вважають, що майя є ілюзорною потенцією Брахмана, під впливом якої Брахман постає перед очима обумовлених Джива як матеріальний світ з усіма його формами і атрибутами. Коли Джива намагається осягнути не має якостей і атрибутів Брахмана за допомогою свого розуму, за допомогою своєї ілюзорної енергії Майї Брахман проявляється у формі особистісного Бога Ішвари або Бхагавана. Тобто, Бог являє собою поєднання Брахмана з майєю — Сагун-брахман, або Брахман з позитивними атрибутами. Він єдиний у своєму роді. Він творець цього світу, його правитель і його руйнівник. Він вічний і незмінний. Він керує світом за допомогою Майї. Він — пан Майї і вона завжди знаходиться під його контролем. Джива у своєму обумовленому стані є слугами Майї у формі невігластва. Це невігластво виступає як причина страждань і гріховної діяльності в матеріальному світі. Бог — це нескінченне блаженство. Він завжди усвідомлює єдність Брахмана і ілюзорну природу цього світу. В індуїзмі не існує місця для концепції центрального зла або диявол, а лише в авраамічних релігіях. У адвайті страждання пояснюються невіглаством. Ішвару також можна уявляти собі і поклонятися йому в антропоморфічних формах, таких як Вішну, Крішна або Шива. У філософії адвайти стверджується, що після того як індивід усвідомлює єдність всього сущого, він отримує можливість вийти з-під впливу ілюзії відмінності і поділу Бога і усвідомити свою єдність із Брахманом.